# 庚酰氯
庚酰氯是一种有机化合物，化学式为C7H13ClO。它可由庚酸和氯化亚砜回流反应制得。在三氯化铝存在下，它和二(三甲基硅基)乙炔反应，可以得到1-三甲基硅基-1-壬炔-3-酮。